# Liste des évêques de Pistoia
Cette liste recense les évêques du diocèse de Pistoia fondé au IIIe siècle. De 1653 à 1954, le diocèse est uni aeque principaliter avec le diocèse de Prato et devient suffragant de l'archidiocèse de Florence. L'union aeque principaliter se termine le 25 janvier 1954 par la bulle Clerus populusque du pape Pie XII.

## Évêques de Pistoia
- Saint Romolo di Fiesole †
- 21 évêques inconnus
- Restaldo Ier (?) † (594 - après 600 ?)
- Nessor † (623)
- Traccia † (626)
- Teodato † (641)
- Padetto † (668)
- Nestor † (683)
- Vegesaldo † (698)
- Jean Ier † (700 - après 716)
- Felice † (722)
- Teodosio † (730)
- Licinio † (754)
- Abbondio † (762)
- Jean II † (772)
- Benedetto † (786)
- Guillerado † (801 - après 812)
- Lamprendo † (826)
- Guasprando † (844 - ?)
- Oschisio † (853 - après 871)
- Asterio † (904 - 937)
- Uberto † (937 - ?)
- Raimbaldo † (940 - ?)
- Giovanni III † (951 - 985)
- Antonino † (985 - 1011)
- Guidon II † (1012 - 1012)
- Restaldo II † (1012 - 1023)
- Guidon II † (1024 - 1042)
- Martin † (1043 - 1057)
  - Sede vacante
- Leone † (1067 - 1085)
- Pietro Guidi, O.S.B.Vall. † (1086 -  1107)
- Ildebrando Guidi, O.S.B.Vall. † (1107 - vers 1133)
- Atton, O.S.B.Vall. † (1133 -  1153)
- Tracio † (1154 - 1166)
- Rinaldo † (1167 -  1189)
- Buono † (1189 -  1208)
- Soffredo Soffredi Ier † (1208 -  1210)
- Soffredo Soffredi II † (vers 1211 - ? )
- Graziano Berlinghieri † (1223 - 1250)
- Guidaloste Vergiolesi † (1252 -  1286)
- Tommaso Andrei † (1286 -  1303)
- Bartolòmino Giuntoncini Sigisbuldi † (1303 -  1307)
- Ermanno degli Anastasi † (1307 - 1321)
- Baronto Ricciardi † (1322 - 1348)
- Andrea Ciantori † (1349 -  1356)
- Remigio, O.S.A. † (1357 - 1370)
- Giovanni Vivenzi, O.S.A. † (1370 -  1381)
- Beato Andrea Franchi, O.P. † (1381 - 1400)
- Matteo Diamanti † (1400 -  1425)
- Ubertino Albizi, O.P. † (1426 - 1434)
- Donato de' Medici † (1436 -  1474)
- Niccolò Pandolfini † (1474 -  1518)
- Lorenzo Pucci † (1518  - 1518)
- Antonio Pucci † (1518 -  1541)
- Roberto Pucci † (1541 -  1546)
- Francesco da Galliano † (1547 -  1559)
- Giovambattista Ricasoli † (1560 -  1572)
- Alessandro di Ottaviano de' Medici † (1573 -  1574)
- Ludovico Antinori † (1574 -  1575)
- Lattanzio Lattanzi † (1575 -  1587)
- Ottavio Abbiosi † (1587  - 1599)
- Fulvio Passerini † (1599 -  1599)
- Alessandro del Caccia (en) † (1600 -  1649)
- Francesco Nerli † (1650 - 1652)

### Évêques de Pistoia et Prato (1653-1953)
- Giovanni Gerini † (1653 -  1656)

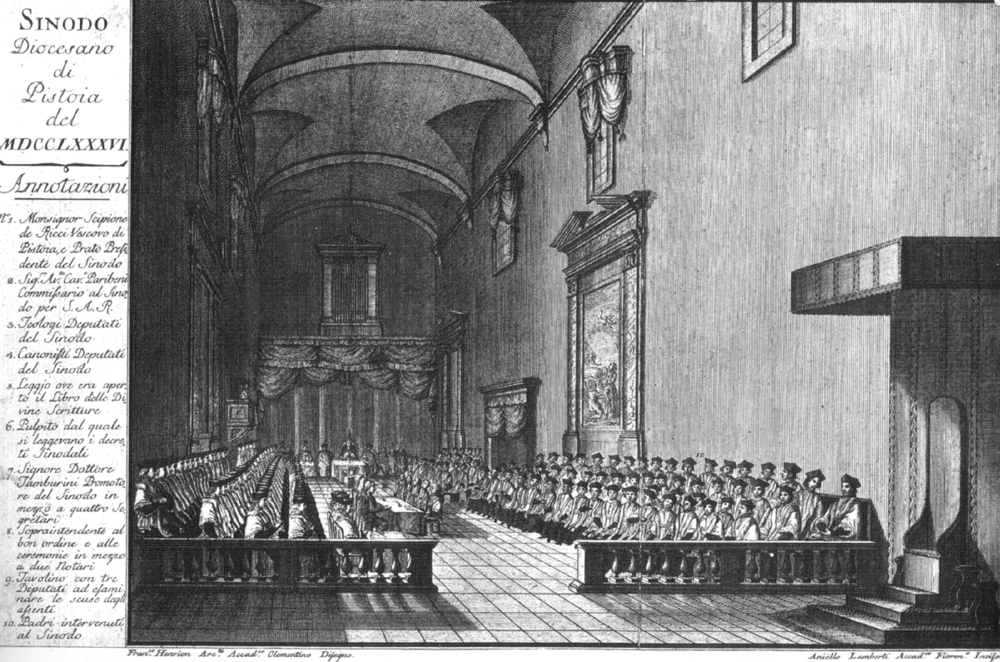
Synode de Pistoie

- Francesco Rinuccini † (1656 - 1678)
- Gherardo Gherardi (évêque) † (1679 -  1690)
- Leone Strozzi, O.S.B.Vall. † (1690 -  1700)
- Francesco Frosini (it) † (1700 -  1701)
- Carlo Visdomini Cortigiani † (1702 -  1713)
- Colombino Bassi, O.S.B.Vall. † (1715 -  1732)
- Federico Alamanni (it) † (1732 - 1776)
- Giuseppe Ippoliti † (1776 - 1780)
- Scipione de' Ricci † (1780 -  1791)
- Francesco Falchi Picchinesi † (1791 -  1803)
- Francesco Toli † (1803 -  1833)
- Angelo Maria Gilardoni † (1834 -  1835)
- Giovan Battista Rossi † (1837 -  1849)
- Leone Niccolai, O.Cart. † (1849 -  1857)
  - Sede vacante (1857-1867)
- Enrico Bindi † (1867 -  1871)
- Niccolò Sozzifanti † (1871 -  1883)
- Donato Velluti Zati † (1883 - 1885)
- Marcello Mazzanti † (1885 -  1908)
- Andrea Sarti † (1909 -  1915)
- Gabriele Vettori (it) † (1915 -  1932)
- Giuseppe Debernardi † (1933 - 1953)

### Évêques de  Pistoia
- Mario Longo Dorni † (1954 - 1985)
- Simone Scatizzi † (1981 - 2006)
- Mansueto Bianchi, (2006 - 2014), nommé assistant ecclésistique de l'Action catholique italienne
- Fausto Tardelli, (2014 - )